# Partij van liberale socialisten
De Partij van liberale socialisten (Arabisch: حزب الأحرار الاشتراكيين, Ḥizb al-ʾAḥrār al-Ištirākiyyīn) is een centrumrechtse politieke partij in Egypte.
De geschiedenis van de Partij van liberale socialisten begint in 1974 toen president Anwar al-Sadat de vorming van drie politieke platforms binnen de regerende Arabische Socialistische Unie (ASU) toestond. Dr. Mustafa Kamel Murad, een van de Vrije Officieren die in 1952 betrokken was bij de staatsgreep die een revolutionaire regering aan de macht bracht, vormde de Liberaal-Socialistische Organisatie. Deze organisatie stond het meest rechts binnen de ASU en sprak zich vooral uit voor economische liberalisering. In 1976 werd een meerpartijenstelsel ingevoerd en werd de Liberaal-Socialistische Organisatie omgevormd tot de Partij van liberale socialisten met Mustafa Kamel Murad als partijleider. In de jaren 80 fungeerde de partij als een van de kleinere oppositiepartijen tegen het regime van president Hosni Moebarak, maar wist nooit een grote aanhang te verwerven.
Bij de verkiezingen van 1987 ging de PLS een kartel aan met de Moslimbroederschap en de Socialistische Arbeiderspartij. Het kartel dat de naam Islamitische Alliantie droeg verkreeg 60 zetels in het parlement en werd daarmee het grootste oppositieblok. De meeste stemmen binnen de alliantie gingen echter naar de kandidaten van de Moslimbroederschap. Bij volgende verkiezingen trad de PLS zelfstandig op maar wist nooit meer dan één zetel te winnen. Bij de eerste verkiezingen na de val van Moebarak in 2011 maakte de partij deel uit van de Democratische Alliantie voor Egypte.
Ideologisch bekeken is de PLS een liberaal conservatieve partij die vooral aanhang heeft onder welgestelde landeigenaren en ondernemers. Op cultureel vlak is de partij conservatief; het ziet de sharia als voornaamste bron van wetgeving en steunt het islamitisch karakter van Egypte.

## Verwijzingen
1. ↑  Deze partij was niet gelegaliseerd, maar deed met onafhankelijke kandidaten
2. ↑  A. Goldschmidt Jr., R. Johnston: Historical Dictionary of Egypt, Scarecrow Press Oxford, 2003, p. 139
3. ↑  A. Goldschmidt Jr., R. Johnston: Historical Dictionary of Egypt, Scarecrow Press Oxford, 2003, p. 236